# Arterias interlobulares del riñón
La arterias interlobulares del riñón (TA: arteriae interlobulares renis) son arterias que se originan en la arteria renal. Su función consiste en llevar sangre al riñón y su glándula suprarrenal y uréter cercanos.

## Ramas
Se ramifican en las arterias arciformes del riñón.

## Distribución
Se distribuyen hacia los lóbulos o pirámides del riñón.